# Pico House
La Pico House è un edificio storico di Los Angeles in California che risale al periodo in cui la città era ancora un piccolo centro abitato nella California del Sud. L'edificio, progettato dall'architetto Ezra F. Kysor, era in origine un hotel e si trova al 430 di North Main Street.

## Storia
Il proprietario Pío Pico, uomo d'affari di successo nonché ultimo governatore della Alta California ordinò la costruzione di questo hotel in quella che allora era una città in piena espansione.
Affidò il progetto all'architetto Ezra F. Kysor, che già aveva progettato la cattedrale di Santa Bibiana e che realizzò l'edificio tra il 1869 ed il 1870.
Il risultato fu un edificio in stile italianeggiante a tre piani. Dotato di 33 camere, era il più lussuoso e stravagante hotel della California del Sud.
L'albergo rimase tuttavia sotto i riflettori solamente per un breve periodo. Nel 1876 infatti la compagnia ferroviaria Southern Pacific Railroad collegò la città con il resto della contea e molti residenti ed uomini d'affari iniziarono a spostarsi verso altre zone.
Lo stesso Pio Pico iniziò ad avere problemi finanziari e vendette l'albergo alla  San Francisco Savings and Loan Company.
Nel 1882 l'albergo era ancora molto conosciuto e richiesto tanto che venne costruita una struttura aggiuntiva sul lato opposto della strada.
Il declino iniziò agli inizi del 1900 quando il centro d'affari della città iniziò a spostarsi più a sud. La struttura passò nelle mani dello stato della California nel 1953 ed oggi appartiene al El Pueblo de Los Angeles State Historic Monument.
Parti dell'edificio sono state rinnovate nel 1981 e nel 1992.
L'edificio è un California Historical Landmark ed un National Historic Landmark come parte del Los Angeles Plaza Historic District (NPS-72000231).